# Лапшиновка
Лапши́новка (рос. Лапшиновка) — селище у складі Ленінськ-Кузнецького округу Кемеровської області, Росія.

## Населення
Населення — 191 особа (2010; 187 у 2002).
Національний склад (станом на 2002 рік):
- росіяни — 89 %